# Rhododendron balfourianum
Rhododendron balfourianum är en ljungväxtart som beskrevs av Friedrich Ludwig Diels. Rhododendron balfourianum ingår i släktet rododendron, och familjen ljungväxter. Utöver nominatformen finns också underarten R. b. aganniphoides.